# Frank Beckehoff
Frank Beckehoff (* 23. Mai 1954 in Oberhausen) ist ein deutscher Kommunalpolitiker (CDU), der von 1999 bis 2020 als hauptamtlicher Landrat des Kreises Olpe amtierte.

## Beruflicher Werdegang
Nach Abitur, Wehrdienst und Studium der Rechtswissenschaften in Marburg und Münster war Frank Beckehoff nach der Zweiten juristischen Staatsprüfung als Rechtsanwalt in Arnsberg und Siegen tätig. Von 1987 bis 1990 arbeitete Beckehoff als Justiziar des Landesstraßenbauamtes Siegen (Landschaftsverband Westfalen-Lippe). 1990 wurde der Jurist zum Stadtdirektor der Hansestadt Attendorn gewählt. 1995 wechselte Beckehoff auf den Stuhl des Oberkreisdirektors des Kreises Olpe.
Am 1. Oktober 1999 wurde er Landrat des Kreises Olpe. Seither wurde er mehrfach im Amt bestätigt. Während der Amtszeit von Helmut Diegel als Regierungspräsident des Regierungsbezirks Arnsberg übte Beckehoff Kritik an dessen Amtsführung.
Zur Kommunalwahl 2020 trat er nicht mehr an. Zu seinem Nachfolger wurde der bisherige Kreisdirektor Theo Melcher gewählt. Beckehoff kündigte an, künftig wieder als Anwalt arbeiten zu wollen.

## Privat
Frank Beckehoff ist verheiratet und Vater zweier erwachsener Töchter. Er wohnt in Olpe.

## Politische Laufbahn
Seit 1987 ist Frank Beckehoff Mitglied der CDU. Als Landrat war er geborenes Mitglied im Vorstand der CDU des Kreises Olpe.

## Ämter und Funktionen
Verbunden mit seinem Amt als Landrat hatte Beckehoff zahlreiche Aufgaben und Ämter übernommen:
- Vizepräsident des Landkreistages Nordrhein-Westfalen (LKT)
- Vorsitzender des Finanzausschusses beim Landkreistag Nordrhein-Westfalen
- Stellvertretender Vorsitzender des Finanzausschusses des Deutschen Landkreistages
- Vorsitzender der Verbandsversammlung des Zweckverbandes Schienenpersonennahverkehr Westfalen-Süd
- Vorsitzender der Verbandsversammlung des Zweckverbandes Nahverkehr Westfalen-Lippe
- Vorsitzender des Aufsichtsrates der Wohnungsgenossenschaft im Kreis Olpe
- Vorsitzender des Aufsichtsrates der Vermögensverwaltungsgesellschaft des Kreises Olpe mbH (VVG)
- Mitglied des Verwaltungsrates der Gemeindeprüfungsanstalt Nordrhein-Westfalen (GPA)
- Mitglied der Landschaftsversammlung des Landschaftsverbandes Westfalen-Lippe (LWL)
- 1. Vorsitzender der DLRG-Ortsgruppe Attendorn von 1992 bis 2001[4]

Darüber hinaus ist Beckehoff Präsident des DRK-Kreisverbandes Olpe sowie Mitglied in zahlreichen Vereinen und Organisationen.